# 5B busz (Balassagyarmat)
A balassagyarmati 5B jelzésű autóbusz a Szabó Lőrinc iskola és a Kenessey Albert Kórház között közlekedik, szabad- és munkaszüneti napokon. A járat a városi önkormányzat megrendelésére a Volánbusz üzemelteti. A járat a viszonylatszámának ellentétben nem betétjárat, ugyanis 5-ös családba tartozó 5-ös, 5A és 5C jelzésű autóbuszok 2015. január 1-jétől nem közlekednek, helyettük a 3314-es regionális autóbusz közlekedik.

## Útvonala
| Kenessey Albert Kórház felé |
| --- |
| Szabó Lőrinc iskola – Május 1. utca – Veres Pálné utca – Patvarci út – Szontágh Pál utca – Rákóczi fejedelem út – Kenessey Albert Kórház |

## Megállóhelyei
| 5B (Szabó Lőrinc iskola – Kenessey Albert Kórház) |                        |                                                     |                                           |
| Perc (↓)                                          | Megállóhely            | Megállóhelyet érintő járatok                        | Fontosabb létesítmények                   |
| 0                                                 | Szabó Lőrinc iskola    | 3, 3B, 3C, 5B, 6, 7, 7A, 7D, 8, 8A, 8C, 9, 9A, 9B   | Szabó Lőrinc Általános Iskola             |
| 1                                                 | Veres Pálné utca 51.   | 5B, 8, 8A, 8C, 9, 9A, 9B                            |                                           |
| 3                                                 | Szontágh Pál utca 3.   | 5B, 8, 8A, 8C, 9, 9A, 9B                            |                                           |
| 4                                                 | Kenessey Albert Kórház | 1, 1A, 1C, 2, 4, 5B, 6, 6A, 7, 7A, 7B, 8, 8C, 9, 9B | Dr. Kenessey Albert Kórház-Rendelőintézet |

## Külső hivatkozások
- A Nógrád Volán weboldala. [2014. december 30-i dátummal az eredetiből archiválva].
- Valósidejű utastájékoztatás. Nógrád Volán. [2018. augusztus 21-i dátummal az eredetiből archiválva]. (Hozzáférés: 2016. október 8.)